# Лейк-Джексон (Техас)
Лейк-Джексон (англ. Lake Jackson) — місто (англ. city) в США, в окрузі Бразорія штату Техас. Населення — 28 177 осіб (2020).

## Географія
Лейк-Джексон розташований за координатами 29°3′3″ пн. ш. 95°27′4″ зх. д. / 29.05083° пн. ш. 95.45111° зх. д. (29.050864, -95.451230).  За даними Бюро перепису населення США в 2010 році місто мало площу 54,21 км², з яких 50,35 км² — суходіл та 3,85 км² — водойми.

## Демографія
Згідно з переписом 2010 року, у місті мешкало 26 849 осіб у 10 319 домогосподарствах у складі 7424 родин. Густота населення становила 495 осіб/км².  Було 11149 помешкань (206/км²).
Расовий склад населення:
| - 84,4 % — білих - 5,1 % — чорних або афроамериканців - 3,1 % — азіатів - 0,5 % — корінних американців - 4,4 % — осіб інших рас |

До двох чи більше рас належало 2,4 %. Частка іспаномовних становила 20,5 % від усіх жителів.
За віковим діапазоном населення розподілялося таким чином: 26,4 % — особи молодші 18 років, 61,7 % — особи у віці 18—64 років, 11,9 % — особи у віці 65 років та старші. Медіана віку мешканця становила 37,1 року. На 100 осіб жіночої статі у місті припадало 96,1 чоловіків;  на 100 жінок у віці від 18 років та старших — 94,7 чоловіків також старших 18 років.
Середній дохід на одне домашнє господарство  становив 89 205 доларів США (медіана — 73 399), а середній дохід на одну сім'ю — 101 575 доларів (медіана — 88 149). Медіана доходів становила 76 342 долари для чоловіків та 36 460 доларів для жінок. За межею бідності перебувало 8,3 % осіб, у тому числі 9,9 % дітей у віці до 18 років та 5,2 % осіб у віці 65 років та старших.
Цивільне працевлаштоване населення становило 13 639 осіб. Основні галузі зайнятості: виробництво — 25,4 %, освіта, охорона здоров'я та соціальна допомога — 16,5 %, будівництво — 11,7 %, роздрібна торгівля — 11,4 %.